# Djan Madruga
Djan Garrido Madruga (Santos, 7 de dezembro de 1958) é um nadador brasileiro. 
Formado e  mestrado em educação física pela Universidade de Indiana, nos Estados Unidos onde estudou entre 1977 e 1984.
Chegou a cinco finais de Jogos Olímpicos: nos Jogos Olímpicos de Verão de 1976 em Montreal, ficou em quarto lugar nos 400 metros livre (3m57s18) e nos 1500 metros livre (15m19s84); nos Jogos Olímpicos de Verão de 1980 em Moscou, ficou em quarto lugar nos 400 metros livres (3m54s15), quinto lugar nos 400 metros medley (4m26s81) e ganhou a medalha de bronze no revezamento 4 x 200 metros livre (7m29s30), ao lado de Jorge Fernandes, Marcus Mattioli e Cyro Delgado.
Ao longo da carreira, também obteve onze medalhas em três Jogos Pan-Americanos diferentes.Participou de duas Universíades, e em todas ganhou medalhas. Seu maior feito em Universíade foi ter ganho a medalha de ouro nos 400 metros medley, em 1979. Além disso, ganhou mais três medalhas de prata e quatro de bronze.

## Trajetória esportiva

### Início
Nasceu em Santos, no estado de São Paulo porém, desde muito cedo, morou no Rio de Janeiro.
Prodígio precoce, Djan Madruga foi um dos maiores nadadores da história do Brasil, e talvez o mais versátil. Começou a nadar aos seis  anos, em 1964, após quase morrer afogado na praia de Copacabana, sendo por isso matriculado pelos seus pais na escola de natação da Universidade Federal do Rio de Janeiro, na Urca. Lá seu talento foi logo identificado e encaminhado ao Botafogo, onde iniciou nas competições federadas do Rio de Janeiro, já se destacando com várias vitórias nas divisões de base. Após um período de estagnação, transferiu-se para o Fluminense com 13 anos, em 1971.

### 1973-1975
Em 1974, aos 15 anos, conquistou um lugar na seleção brasileira que disputou a Copa Latina em Marselha, na França, e no mesmo ano  disputou  e venceu duas provas no Campeonato Canadense , em Otawa. A estrutura e o nível técnicos surpreenderam Djan Madruga, e ele retornou ao Brasil determinado a trabalhar duro para voltar e vencer mais. 
Em 1975, competindo na III Copa Latina de Natação, em Las Palmas na Espanha, ele fez um tempo de 15m56s20, tornando-se o primeiro sul-americano a nadar nos 1500m livres abaixo dos 16 minutos. Ele também se qualificou para participar das Olimpíadas de Montreal.  No mesmo ano ele competiu no Campeonato Mundial de Esportes Aquáticos de 1975, em Cali. Nos 1500m livres, ele liderou a prova até os 1000 metros, mas depois se cansou e terminou em 11º. Djan fez um tempo de 16m30s77, longe do seu recorde sul-americano de 15m56s02. O chefe da delegação brasileira, Rubens Dinard, disse que Djan tinha "demasiada responsabilidade por ter sido inscrito em apenas uma prova, e pelo tempo de inscrição que tinha. Além disso, os brasileiros tiveram problemas com o treinamento realizado no inverno em piscina não aquecidas, e a maioria pegou resfriado, ficando incapazes de treinar normalmente". Djan também competiu nos Jogos Pan-Americanos de 1975, na Cidade do México, onde conquistou 3 medalhas de bronze nos 400, 1500 e 4 × 200 metros livres,  e terminou em 4º nos 200m livres

### Jogos Olímpicos de 1976
Nos Jogos Olímpicos de 1976, em Montreal, Djan Madruga competiu em duas finais, terminando em 4º lugar nos 400m livres com um tempo de 3m57s18 e nos 1500m livres com o tempo de 15m19s84. Durante a competição, nas eliminatórias, ele se tornou o primeiro brasileiro a bater um recorde olímpico em natação, e o primeiro nadador do mundo a fazer os 400m livres , em menos de 4 minutos em Olimpíadas ,quando ele nadou a eliminatória da prova em 3m59s62. Ele quebrou o recorde sul-americano nos 400m livres duas vezes; nas eliminatórias e nas finais, e nos 1500m livres, Djan melhorou seu melhor tempo em 36 segundos. . 
Como resultado de seu sucesso nas Olimpíadas, Djan recebeu várias ofertas de bolsas de estudo para universidades, nos Estados Unidos da América. Estes representaram uma oportunidade espetacular por várias razões. Em primeiro lugar, o pai de Djan Madruga trabalhava como taxista, o que dificultava prover a família e conseguir equipamento de treinos. Ele teve que mandar seus filhos para uma escola pública. Em segundo lugar, a logística do dia a dia no Rio de Janeiro dificultava que Djan fosse para seu clube de natação e sua faculdade. Seria gasto tempo precioso que deveria ser usado em treinamento, estudo ou descanso. Em terceiro lugar, Djan estava treinando sozinho no Fluminense, mas nos Estados Unidos treinaria com colegas no mais alto nível e com um treinador líder que estava na vanguarda do conhecimento em biomecânica e fisiologia. E, finalmente, estudar em uma universidade americana abriria muito mais possibilidades para a vida profissional de Djan, depois de sua carreira na natação. Ele então escolheu a Universidade de Indiana, onde foi estudar educação física e treinar com James Doc Counsilman, o treinador de Mark Spitz. . Uma observação interessante, apesar de ter recebido uma oferta de bolsa de Indiana ele optou por uma bolsa da CAPES, do Ministério da Educação, pois com isso estaria sempre livre para competir pelo Brasil, quando fosse convocado, caso contrário estaria preso ao calendário universitário americano, e isso aconteceu varias vezes em favor do Brasil , durante sua carreira de 10 anos competindo internacionalmente.

### 1977-1980
Djan Madruga  ganhou em 1977, 6 medalhas de ouro na Copa Latina de  Roma  nas provas de  200, 400 e 1500 livres, 200 borboleta, 200  e 400 medley , obtendo recorde sul-americano nos 200 medley(2:10.03) e 2 recordes brasileiros nos 200 livres (1:54.60) e 200 borboleta (2:06.10). Depois participou competindo pela Universidade de Indiana do Campeonato Canadian Invitational em Toronto, ganhando os  400 e 1500 livres, 400 medley e 200 costas. 

No ano seguinte, ele participou do Campeonato Mundial de Esportes Aquáticos de 1978 em Berlim Ocidental, onde conquistou o 6º lugar na sua eliminatória dos 1500m livres, não conseguindo ir à final, também falhando em qualificar-se para a final dos 400m livres. Essas performances ruins foram devidas a Djan contrair faringite em Bordeaux, França, pouco antes do Campeonato Mundial. A caminho de Berlim, a equipe de natação brasileira fez esta escala para treinar com a seleção francesa e se adaptar ao novo fuso horário. 

Em 1979 Djan Madruga foi para Mission Viejo, na Califórnia, treinar durante o verão com o renomado treinador de natação dos EUA, Mark Schubert, onde dividiu a piscina com o campeão olímpico e recordista mundial Brian Goodell. 
Em 1979, ele competiu com sucesso nos Jogos Pan-Americanos de 1979, em San Juan, Porto Rico, onde ganhou três medalhas de prata; nos 400 metros, nos 1500 metros e nos 4 × 200 metros livres. Ele também ganhou três medalhas de bronze; nos 200 metros livres, nos 200 metros costas e nos 4 × 100 metros livres.  Ele só foi derrotado, nas provas dos 400 e 1500m livres, pelo recordista mundial Brian Goodell. Nos 200m livres e nos revezamentos, ele quebrou os recordes Sul-Americanos. Ele também competiu na Universíada de Verão de 1979, na Cidade do México, onde ganhou a medalha de ouro nos 400m medley metros, e a prata nos 200m costas. 
Depois esteve ainda em Tóquio, Japão, participando da 1a Copa do Mundo da FINA ganhando  e batendo recordes sul-americanos nos 400 livres (3:55.14) e 200 costas (2:04.15). Por fim  foi para o campeonato Americano em Fort Lauderdale onde competiu nos 400 medley, prova que ganhou medalha de bronze, batendo os  recorde sul-americanos (4:28.70) e também dos 100 livres (52.79) ao abrir o revezamento 4x100 de Mission Viejo. Nesse ano Djan Madruga tornou-se o único nadador brasileiro a deter recordes sul-americanos em todas as distancias oficiais do nado livre:,100,200,400,800 e 1500 livres. 
No US Open em abril de 1980 em Austin, Texas, Djan Madruga venceu as provas dos 800m livres e 400m medley, alcançando um objetivo que havia estabelecido em Montreal em 1976: derrotar o campeão olímpico Brian Goodell. Djan quebrou o recorde sul-americano nos 400m livres (3m53s91), nos 800m livres (7m59s85), a segunda melhor marca de todos os tempos), e nos 400m medley (4m25s30). Em reconhecimento às suas realizações, sua foto apareceu no Swimming World Magazine, a revista mais famosa do mundo sobre natação.  e no Los Angeles Times em 26 de junho de 1980.

### Jogos Olímpicos de 1980
Djan Madruga competiu nos Jogos Olímpicos de Verão de 1980, em Moscou, onde conquistou a medalha de bronze no revezamento 4 × 200 metros livres, com Jorge Fernandes, Cyro Delgado e Marcus Mattioli, com um tempo de 7m29s30. Ele também terminou em 4º lugar nos 400m livres (3m54s15), em 5º nos 400m medley (4m26s81), e não se qualificou para a final dos 1500m livres.
O vôo de 30 horas de Los Angeles para Moscou deixou apenas cinco dias para ele se acostumar e se ajustar ao novo fuso horário, antes do início da competição. Pouco antes de sua primeira prova, os 1500m livres, Djan acidentalmente cortou o pé. Ele não conseguiu se classificar, nadando 34 segundos pior do que seu tempo no Aberto dos EUA. Foi um grande golpe e um choque para seus fãs brasileiros. O revezamento 4x200 metros livre era a próxima prova, mas os resultados individuais de provas de 200 metros da sua equipe não indicavam muita chance de ganhar uma medalha. Mas Jorge Fernandes, Cyro Delgado e Marcus Mattioli nadaram dois segundos mais rápido do que seus resultados individuais, e Djan terminou como um campeão, segurando os adversários ao nadar pela primeira vez abaixo do 1:52.0, fez 1:51.40, levando a equipe ao pódio olímpico, para ganhar a medalha de bronze. Eles nadaram em 7m29s30, três segundos mais rápidos que nas eliminatórias, e nove segundos mais rápidos do que o recorde anterior da América do Sul, estabelecido nos Jogos Pan-Americanos de San Juan. Seu recorde Sul-Americano de Moscou durou 12 anos. Djan Madruga também se classificou para a final de 400m livre com o terceiro melhor tempo, chegando em 4º na final (3m54s15), apenas 20 centésimos atrás do terceiro colocado, perdendo a medalha de bronze na batida de mão. Foi o melhor resultado individual de Djan Madruga em uma Olimpíada. Na final dos 400m medley, nadando na raia 1 (à época, a  2a pior raia), ele estava em primeiro no final do nado de costas, mas começou a perder terreno no nado peito, e terminou em 5º lugar (4m26s81). 

### 1981-1983
Na Universíada de Verão de 1981, realizada em Bucareste, Djan Madruga ganhou a medalha de prata nos 400m livre e 200m costas, além do bronze nos 200m livres. Os 3 revezamentos brasileiros (4 × 100m livre, 4 × 200m livre, 4 × 100m medley) ganharam bronze também; Djan participou do 4 × 100 e 4 × 200 metros livres. 
Djan Madruga competiu no Campeonato Mundial de Esportes Aquáticos de 1982 em Guayaquil, Equador, onde terminou em 7º nos 4 × 200m livres, 10º nos 200m costas e 12º nos 400m livres. Infelizmente ele havia competido enquanto sofria de um sério problema de saúde. Djan havia contraído febre tifóide no Equador. Ricardo Prado criticava a acomodação e a comida. "O hotel em que nos hospedamos não era bem frequentado. Ficava em frente à rodoviária de Guayaquil. Eu consegui chegar à final dos 200m medley, mas já estava debilitado, porque a alimentação lá era péssima, e terminei a prova em oitavo lugar". Prado aterrissou em casa com o ouro no pescoço, mas com uma grande micose na barriga.
Djan estava bem o suficiente para competir nos Jogos Pan-Americanos de 1983, em Caracas, na Venezuela, onde ganhou a prata nos 4x100m e 4x200m livres. 

### Jogos Olímpicos de 1984
Djan Madruga participou de sua terceira e última Olimpíada, nos Jogos Olímpicos de Verão de 1984 em Los Angeles, Califórnia, onde terminou em 9º lugar nos 4 × 200 m livres, 10º lugar nos 4 × 100m livres, e 12º nos 200m costas.. Nesse período Djan já estava mudando de esporte e se dedicando mais ao triathlon, esporte que se dedicou profissionalmente por mais  3 anos, ele inclusive completou o Ironman do Havai, 2 meses depois da Olimpíada, e estabeleceu em Kona o recorde da etapa da natação com 47:50 

## Marcas e Recordes
A partir de março de 1974, com 15 anos de idade recém-feitos, passou a dominar as provas de fundo no continente. Em agosto de 1974, depois de uma competição em Ottawa, no Canadá, ele se tornou o recordista sul-americano dos 400 metros, 800 metros e 1500 metros livre. Em abril de 1975, quebrou a barreira dos 16 minutos nos 1500 metros, na Copa Latina em Las Palmas. Aos 16 anos já era recordista sul-americano dos 200 metros, 400 metros, 800 metros e 1500 metros livre. É o único nadador brasileiro a deter recordes simultâneos em todas as distâncias do nado livre dos 100 aos 1500 metros, feito ocorrido em 1979.
Nas eliminatórias dos 400 metros livre em Montreal 1976, Djan Madruga foi o primeiro brasileiro a bater um recorde olímpico na natação, sendo o primeiro nadador do mundo a baixar de 4 minutos na referida prova em Olimpíadas, com o tempo de 3m59s62.
Djan Madruga foi o primeiro sul-americano a fazer os 1500 metros livre abaixo de 16 minutos (em 1975), os 800 metros livre abaixo de 8 minutos (em 1980) e os 400 metros livre abaixo de 4 minutos (em 1976)  Seu recorde sul-americano mais duradouro foi o dos 800 metros livre, que ele bateu em 1980, com a marca de 7m59s85, fazendo um dos melhores tempos da história da prova à época. Vladimir Salnikov, que era o recordista mundial, havia feito 7m56s49 em 1979, foi o primeiro nadador do ocidente abaixo de 8 minutos.
Seu recorde sul-americano dos 1500 metros livre só veio a ser quebrado quase 20 anos depois, por Luiz Lima, em 1995, e o dos 800 metros livre durou 29 anos, e só foi quebrado por Luiz Rogério Arapiraca em 2009; vale ressaltar que Luiz quebrou o recorde com um traje tecnológico para natação, o maiô jaked. Assim, Djan lançou um desafio: quem batesse seu recorde sul-americano de 7m59s85 nos 800 metros livre usando uma simples sunga como ele fez teria uma recompensa de cinco mil dólares, como ninguém conseguiu, encerrou o desafio 5 anos depois.

## Aposentadoria
Djan encerrou sua participação internacional na seleção brasileira de natação após dez anos, na Olimpíada de Los Angeles, em 1984, competindo nos revezamentos 4 x 100 e 4 x 200 livre; nessa  época nadava pelo pelo Minas Tênis Clube. Sua última competição oficial no Brasil foi pelo Vasco da Gama, no Troféu Brasil de 1986, onde conquistou uma medalha  de ouro em revezamento. Foi até hoje o maior vencedor do Troféu Brasil de Natação, competição em que ganhou 50 medalhas de ouro.

## Atividades após a aposentadoria da natação
Djan também foi triatleta profissional entre 1983 e 1987, conquistando os títulos de bicampeão brasileiro de média distância, vice-campeão profissional dos Estados Unidos na distância olímpica, e campeão do Triathlon Internacional de Sendai, no Japão. Também completou o Ironman do Havaí em 1984, onde bateu o recorde da etapa de natação (3,8 km), terminando em 126º entre 1500 competidores. 
Em 1990 voltou a nadar como máster e ganhou, desde então, dezessete campeonatos mundiais da FINA, estabelecendo cinco recordes mundiais. Conquistou onze medalhas de ouro nos Jogos Mundiais Master realizados em Toronto (2005), Sydney (2009) , Turim (2013) e Auckland (2017). ganhou seis vezes a Travessia dos Fortes, e várias vezes o Desafio Rei do Mar na sua faixa etária. Em 2018 ganhou 5 ouros no campeonato Pan-americano Master na Florida  e seu último recorde mundial máster foi estabelecido em setembro de 2018, nos 200 costas cat/ 60+ com o tempo de 2:28.37, obtido na piscina do Vasco da Gama.  . 
Profissionalmente iniciou sua carreira em 1977, com a ajuda do empresário Antonio Carlos de Almeida Braga, da Atlântica Boavista de Seguros, depois na Bradesco Seguros. Djan repete, sempre quando perguntado sobre esse inicio, que deve muito ao seu patrono "Braguinha", que ajudou demais os maiores atletas da sua geração, incluindo ele e seu irmão Rojer Madruga, que também foi um grande fundista, finalista em campeonato mundial (Guayaquil 1982). Djan criou depois, em 1985, a sua própria empresa, denominada Djan Madruga Empreendimentos (DME), uma agência de marketing esportivo e publicidade que, desde aquela época até o ano 2000, realizou mais de 200 ações e eventos em todo o Brasil, para 65 empresas patrocinadoras e investidoras.
Em 1998 fundou a Academia Djan Madruga, no Rio de Janeiro, um moderno centro esportivo contendo três piscinas, sendo uma semi-olímpica para adolescentes e adultos, e duas menores para bebês e crianças. Na parte térrea da academia existem salas de musculação, ginástica, ioga, dança, lutas e bike indoor. Ela já foi ranqueada pela revista Veja como uma das 20 melhores academias do Rio de Janeiro, sendo considerada a melhor do seu bairro na época.
Em 2001, mudou o foco da DME para terceirizar parques aquáticos de clubes e academias, passando a administrar várias piscinas no Rio de Janeiro, tendo somado nelas mais de 2.000 alunos ativos. Em 2004 ganhou a concorrência para a administração esportiva do clube e academia da Michelin, onde ministrou atividades para 800 funcionários até 2012. Realizou durante nove anos um trabalho corporativo para a C&A, onde montou uma academia e um projeto de ginástica laboral para 400 funcionários.
Djan Madruga também participou de várias atividades públicas e institucionais. Na década de 1980 foi fundador e diretor da Federação de Triathlon do RJ, presidente da União Nacional dos Nadadores e coordenador geral de esportes do Estado do Rio de Janeiro. Na década de 1990 foi diretor de marketing da Companhia de Turismo do Estado do Rio de Janeiro (Turisrio), quando participou da organização da RIOECO-92; entre 1998 e 2002 foi vice-presidente, durante duas gestões, da Associação Comercial e Industrial do Recreio dos Bandeirantes; em 1999 foi fundador da Associação Brasileira de Academias e seu presidente por duas gestões, entre 2003 e 2005.
Em 2007 foi nomeado secretário nacional de esportes de alto rendimento do Ministério do Esporte, onde cuidou até 2009 de vários programas esportivos, incluindo o Bolsa Atleta, que na sua gestão foi ampliado de 850 para 3.200 bolsistas. No Governo Federal criou e implementou, em 2007, o projeto “Militar Campeão” ,o  PAAR, que até hoje recruta os melhores atletas do Brasil para servirem nas Forças Armadas Brasileiras, onde podem continuar  treinando e competindo pelas suas confederações, agora com remuneração profissional. Representou o Governo Federal na vitoriosa campanha para trazer a Olimpíada de 2016 para o Rio de Janeiro, ajudando no planejamento e em apresentações feitas na Suíça e na Turquia, para presidentes e delegados dos comitês olímpicos internacionais.
Depois das três Olimpíadas em que participou como atleta, esteve em missão oficial pelo Ministério do Esporte na Olimpíada e na Paraolimpíada de 2008 em Pequim; depois trabalhou na Olimpíada de 2012 em Londres, na transmissão ao vivo da natação pelo canal web do portal Terra. Com essa experiência em televisão, foi responsável pelo planejamento e implantação técnica da TVBCDA em 2012, sendo também comentarista e narrador de 12 transmissões ao vivo de campeonatos brasileiros de natação de base, até junho de 2014.
Djan atua desde 2012 na CBDA-Confederação Brasileira de Desportos Aquáticos, cuidando do programa de bolsas de estudo da entidade, em parceria com a Universidade Estácio de Sá em projeto que ele mesmo criou e implementou visando capacitar atletas , preparando-os para  ingressarem na vida profissional após sua carreira esportiva.  
Em 2014 trouxe para para o Brasil o curso de capacitação de treinadores de natação da ASCA - American Swimming Coaches Association tendo realizado anualmente  clinicas  de graduação  de profissionais nos  níveis 1 a 5 de treinador e natação internacional, com isso mais de 150 técnicos brasileiros já  se capacitaram apreendendo com ele o que há de mais avançado  na natação norte-americana.  
Em 2015 foi nomeado integrante da  Comissão Nacional de Atletas, uma entidade ligada ao Conselho Nacional do Esporte (CNE), colegiado vinculado ao então Ministério do Esporte para trabalho voluntário e não remunerado. Permaneceu por  2 anos no grupo que tinha como principal objetivo debater e propor políticas públicas, além de funcionar como principal interlocutor entre atletas e governo federal. 
EM 2016 atuou nos Jogos Olímpicos do Rio como comentarista pelo canal FOX SPORTS nas transmissões ao vivo da natação, maratonas aquáticas e triathlon. 
Nesse mesmo ano  iniciou e liderou campanha para trazer os Jogos Pan-americanos Master de 2020 para o Rio de Janeiro envolvendo os 3 níveis de governo, federal, estadual e municipal bem como a industria hoteleira  através da ABIH-RJ e Rio Convention e Visitors Bureau. A vitória se deu no dia  3 de abril de 2017 em Aarhus na Dinamarca onde a International Master Games Association (IMGA) nomeou a cidade  do Rio de Janeiro, sede dos Pan-american Master Games, a se realizar em setembro de 2020 nas arenas do Legado Olímpico do Rio de Janeiro, é uma competição  aberta para adultos e idosos de todo o mundo. 